# Jakob Wonisch
Jakob Maximilian Wonisch (* 11. Juni 1999 in Korneuburg) ist ein österreichischer Basketballspieler.

## Werdegang
Wonisch spielte im Nachwuchs des Vereins UBK Sharks Korneuburg. Er wurde des Weiteren am Basketball-Bundesjugendleistungszentrum Klosterneuburg gefördert. Wonisch wechselte im Altersbereich U16 zu den Basket Flames Wien. Für die Herrenmannschaft der Wiener bestritt er zwischen 2017 und 2019 insgesamt 48 Zweitligaeinsätze.
2019 schloss sich der Flügelspieler dem Bundesligisten SKN St. Pölten an. Nach 86 Erstligaeinsätzen für die Niederösterreicher wurde Wonisch in der Sommerpause vom BK Klosterneuburg verpflichtet. Nach dem Ende des Spieljahres 2022/23 kam es zur Trennung.

### Nationalmannschaft
Trainer Raoul Korner berief ihn 2021 in die österreichische Herrennationalmannschaft.